# Congresso di Verona (1943)
Il Congresso di Verona è stato un congresso del Partito Fascista Repubblicano, tenutosi allo scopo di redigere un piano programmatico per il governo della Repubblica Sociale Italiana.

## Antefatto
Il 12 settembre 1943 l'intervento dei paracadutisti del Lehrbataillon permise la liberazione di Benito Mussolini detenuto a Campo Imperatore. Pochi giorni dallo stesso, col discorso del 18 settembre da Radio Monaco, fu annunciata la costituzione del Partito Fascista Repubblicano. Il 23 dello stesso mese Mussolini fondò la Repubblica Sociale Italiana.
A partire dall'8 settembre, dopo l'armistizio di Cassibile diverse sedi del disciolto Partito Nazionale Fascista erano state già riaperte da gruppi di fascisti. Queste divennero di fatto a seguito dell'annuncio di Mussolini le sedi del nuovo PFR.
Il 7 novembre 1943 su il Corriere della Sera fu dato l'annuncio del 1º Congresso del nuovo partito che si sarebbe tenuto a Verona il 15 novembre con l'obiettivo di esaminare il progetto di nuova costituzione repubblicana fascista.

## Proposte avanzate al Congresso

Alessandro Pavolini legge il messaggio di Mussolini all'assise di Verona

Piero Pisenti, Ruggero Romano, Silvio Gai e Renato Ricci all'assise di Verona

Il Congresso di Verona del Partito Fascista Repubblicano si tenne dal 14 al 15 novembre 1943 presso Castelvecchio a Verona. 
Il clima in cui si svolse fu piuttosto tumultuoso, anche perché tutto era da decidere o quantomeno "rifondare": "Federali come quello di Forlì si domandano chi guiderà l'Italia, se un governo messo in piedi chissà come o il partito". Al Congresso, comunque, furono presentati i 18 punti del Manifesto di Verona, nel quale si annunciava la socializzazione ed in generale una svolta antiborghese dell'economia e della società italiana. Il congresso registrò centinaia di delegati in rappresentanza di circa 250 000 iscritti. Mussolini era assente, ma vi fu letta una sua dichiarazione consistente soprattutto in un saluto ai congressisti. Presiedette i lavori il segretario del PFR Alessandro Pavolini.
Pavolini nel discorso di apertura si augurò che il PFR fosse tutt'altra cosa che la «semplice copia» del Partito Nazionale Fascista e che attorno a Mussolini fossero soprattutto «uomini nuovi». Solo grazie a questi «uomini nuovi» la Repubblica che sarebbe dovuta nascere avrebbe potuto avere un carattere di rottura sociale con il passato e il PFR essere un partito «di lavoratori», «proletario», «animatore di un nuovo ciclo sociale senza più remore plutocratiche»:
Pavolini proseguì auspicando una punizione per i colpevoli dell'armistizio dell'8 settembre 1943, nonostante le frasi contraddittorie e palesemente incoerenti; sottolineando come essi siano riconducibili unicamente alla grande borghesia capitalista:
E poi polemicamente rivolto ai pessimisti:
In riguardo alla forma corporativa e alle progettate elezioni presidenziali ogni 5 anni:
Sulle proposte sociali:
Per ciò che concerne quella proprietà privata che è, dicevo, dianzi, una proiezione della personalità umana e che noi vogliamo garantire e proteggere, la proprietà che sorge dal lavoro individuale, dall'individuale risparmio, è chiaro che il nocciolo di questa proprietà sana è la casa, che tutti debbono possedere»

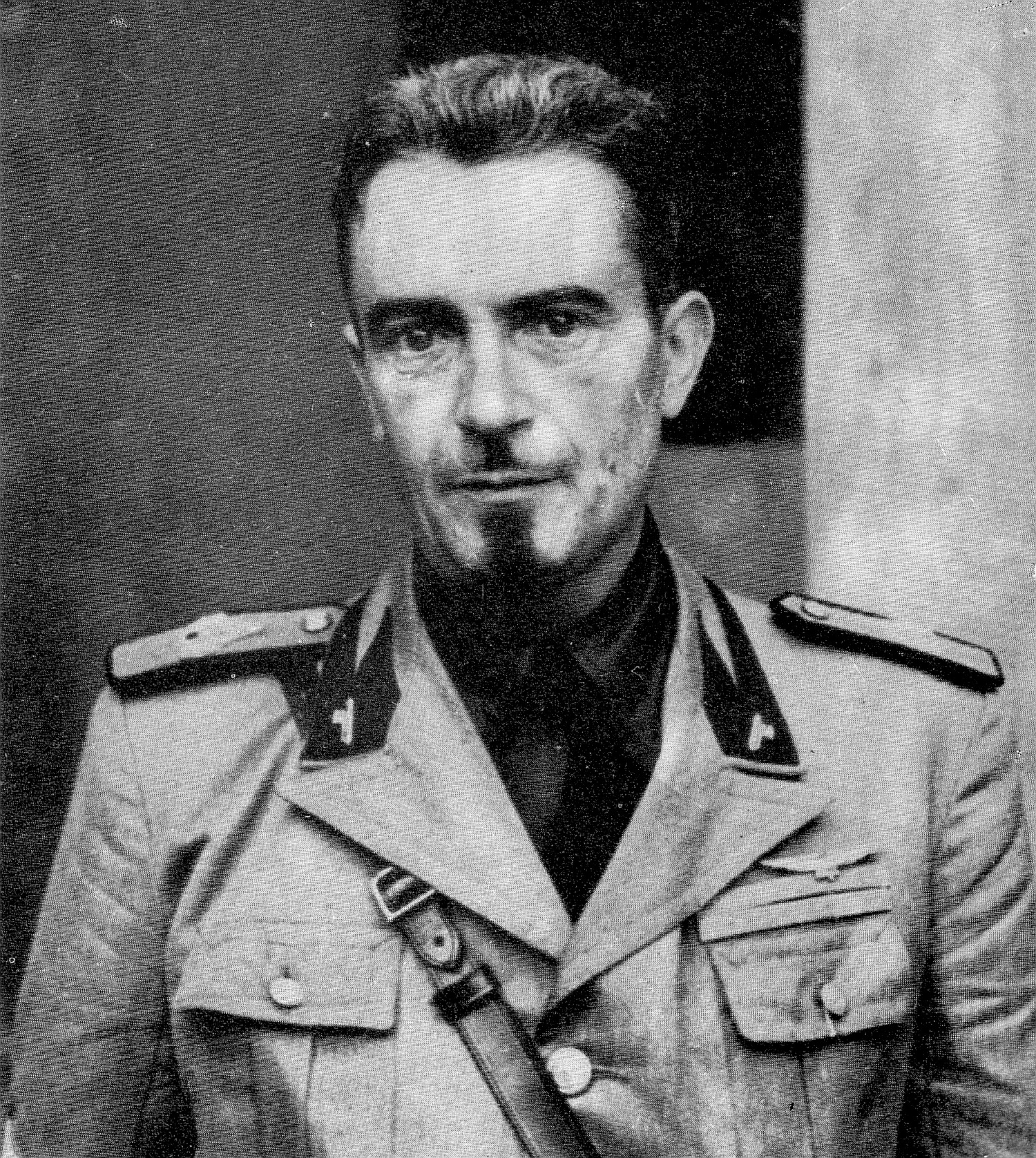
Igino Ghisellini, federale fascista repubblicano di Ferrara.

Concluse con un appello patriottico alla resistenza agli invasori e all'eliminazione dei nemici. La platea in particolare si infiammò quando si fece il nome di Galeazzo Ciano, e quando giunse la notizia dell'omicidio del federale di Ferrara Igino Ghisellini, «ucciso con sei colpi di rivoltella».
Poi, parlò Renato Ricci, il capo della nuova Milizia, che spiegò i programmi del Partito per costituire una polizia civica, che inglobasse carabinieri e gendarmeria rurale. I congressisti non vedevano positivamente l'istituzione di un esercito di mestiere. «La parola d'ordine era tutto il potere alla Milizia»